# Edizioni de Il bacillo rubato e altri casi
Il bacillo rubato e altri casi è una raccolta di racconti di fantascienza di Herbert George Wells, pubblicata nel 1895 dalla giovane ma già affermata casa editrice londinese Methuen & Co. Riunisce Il bacillo rubato (edito per la prima volta il 21 giugno 1894 sul periodico Pall Mall Budget) ed altri quattordici brevi racconti dello scrittore britannico apparsi fra il 1893 e il 1895 su varie pubblicazioni (Pall Mall Budget, Pall Mall Gazette, Black and White e The St. James's Gazette).

## Edizioni

### Pubblicazioni su quotidiani e riviste
Il seguente elenco si riferisce ai racconti raccolti nella prima edizione inglese del 1895.
Tra parentesi il titolo originale, la data della prima pubblicazione e il periodico sul quale sono state pubblicate.

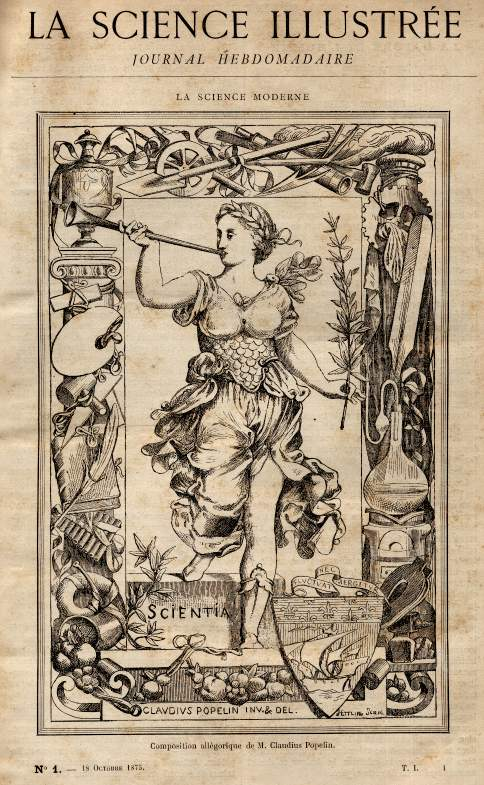
La Science illustrée, il giornale di divulgazione scientifica nato nel 1875. Tra il 1898 e il 1903 pubblicò molti degli scritti di Wells, tra cui alcuni dei racconti contenuti ne Il bacillo rubato e altri casi

- Il bacillo rubato (The Stolen Bacillus) (Pall Mall Budget, 21 giugno 1894)
- Fioritura di una strana orchidea (The Flowering of the Strange Orchid, Pall Mall Budget, 2 agosto 1894)
- All'osservatorio di Avu (In the Avu Observatory, Pall Mall Budget, 9 agosto 1894)
- Il trionfo di un tassidermista (The Triumphs of a Taxidermist, Pall Mall Gazette, 3 marzo 1894)
- Una compravendita di struzzi (A Deal in Ostriches, Pall Mall Budget, 20 dicembre 1894)
- Dalla finestra (Through a Window o At the Window[12], Black and White, 25 agosto 1894)
- La tentazione di Harringay (The Temptation of Harringay, The St. James's Gazette, 9 febbraio 1895)
- L'uomo volante (The Flying Man, Pall Mall Gazette, dicembre 1893)
- Il fabbricante di diamanti (The Diamond Maker, Pall Mall Budget, 16 agosto 1894)
- L'isola dell'Aepyornis (Æpyornis Island, Pall Mall Budget, 27 dicembre 1894)
- Il sorprendente caso della vista di Davidson (The Remarkable Case of Davidson's Eyes, Pall Mall Budget, 28 marzo 1895)
- Il dio delle dynamo (The Lord of the Dynamos, Pall Mall Budget, 6 settembre 1894)
- Furto notturno con scasso a Hammerpond Park (The Hammerpond Park Burglary, Pall Mall Budget, 5 luglio 1894)
- La farfalla (The Moth, Pall Mall Gazette, 28 marzo 1895)
- Il tesoro nella foresta (The Treasure in the Forest, Pall Mall Budget, 23 agosto 1894).

### Racconti ripubblicati

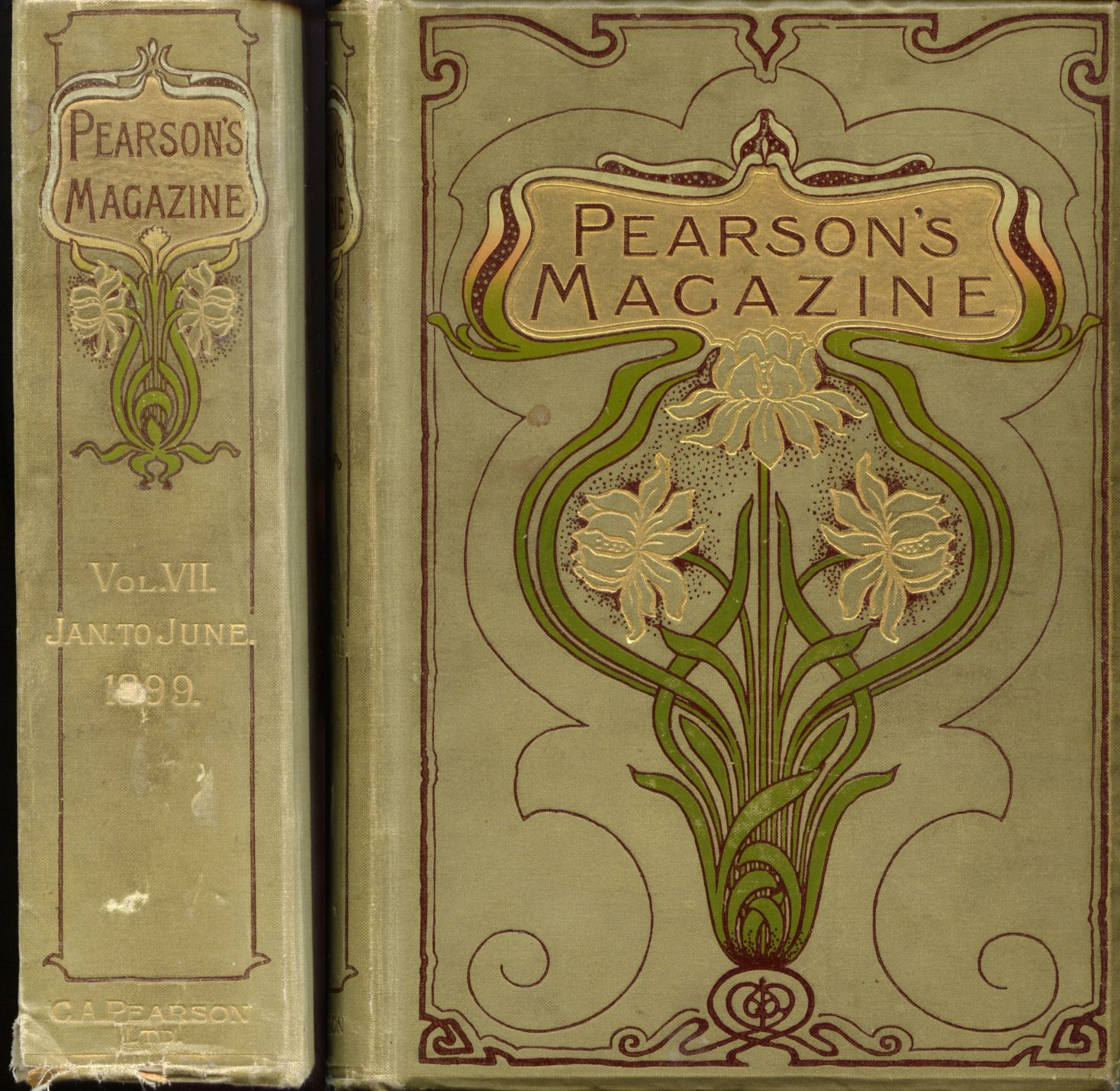
Copertina del Pearson's Magazine

- Une orchidée extraordinaire sarà riproposta sul n.112 de Mercure de France nota rivista di pubblicazione letteraria francese nell'aprile 1899. (p. 40-51, anno XXX tradotto da Achille Laurent)[13][14][15]
- Fioritura di una strana orchidea sarà riproposta con il titolo di L'orchidea del sig. Wedderburn  nel numero 44[16] de La Domenica del Corriere nel 1906, il popolare settimanale italiano fondato a Milano nel 1899[17].
- Fioritura di una strana orchidea , nell'edizione di aprile del 1905 del Pearson's Magazine[18][19][20], famoso mensile inglese specializzato in letteratura speculativa e discussione politica fondato nel 1896[21]
- The Triumphs of a Taxidermist sarà riproposto sul Pall Mall Budget il 15 marzo 1894[22].
- All'Osservatorio di Avu e Il Dio delle Dynamo saranno inoltre riproposte sul  The Melbourne Leader, un noto quotidiano australiano.[22][23]
- L'isola dell'Aepyornis (L'île de L'Aepyornis N° 527, 2 gennaio 1898), Il sorprendente caso della vista di Davidson (Un étrange phénomène N° 673 20 ottobre 1900) e Il Trionfo di un Tassidermista (N°805, 2 maggio 1903) saranno riproposte su La Science illustrée, il noto giornale scientifico francese[11][14].

### Edizioni in inglese
A seguire tutte le edizioni in inglese.
- Herbert George Wells, The Stolen Bacillus and Other Incidents, I ed., Methuen & Co., 1895.[26]
- Herbert George Wells, Thirty Strange Stories, I ed., Edward Arnold, 1897.[27][28][29]
- Herbert George Wells, The Stolen Bacillus and Other Incidents, I ed., Macmillan and Co., 1904.[30][31]
- Herbert George Wells, The Country of the Blind and Other Stories, I ed., Thomas Nelson and Sons, 1911.[32][33]
- Herbert George Wells, Collected short story, I ed., Odhams Press Limited, 1921.
- Herbert George Wells, Tales of Life and Adventure, I ed. Collection books n°33, William Collins & sons, 1923.[34][35]
- Herbert George Wells, The Stolen Bacillus and Other Stories, I ed. Little Blue Book n°927, Haldeman-Julius, 21 dicembre 1925.[36]
- Herbert George Wells, The Short Stories of H. G. Wells, I ed., Ernest Benn, 1927.[37][38]
- Herbert George Wells, The Famous Short Stories of H. G. Wells, I ed., Doubleday, Doran, 1937.
- Herbert George Wells, 28 Science Fiction Stories of H.G. Wells, I ed., Doubleday, Doran, 1952.
- Herbert George Wells, Selected Short Stories, I ed., Penguin Books, 1958.
- Herbert George Wells, The Best of Sci-Fi 3, I ed., Mayflower-Dell, 1964.
- Herbert George Wells, The Complete Short Stories of H. G. Wells, I ed., St Martin's Press, 1974, ISBN 978-0-510-40301-0.
- Herbert George Wells, The Collector's Book of Science Fiction by H. G. Wells, I° ed., Castle Books, gennaio 1979, ISBN 0-89009-208-7.
- Herbert George Wells, The Complete Short Stories of H. G. Wells, II° ed., St. Martin's Press, 1987, ISBN 978-0-312-15855-2.[39][40]
- Herbert George Wells, The Complete Short Stories of H.G. Wells, a cura di John Hammond, I ed., Joseph Malaby Dent & son, agosto 1998, ISBN 978-0-460-87964-4.[41][42]
- Herbert George Wells, The Stolen Bacillus and Other Incident, I ed., Echo Library, gennaio 2006, ISBN 978-1-84637-515-6.[43]
- Herbert George Wells, Complete Short Story Omnibus, I ed., Gollancz, aprile 2011, ISBN 978-0-575-09524-3.[44]
- Herbert George Wells, The Stolen Bacillus and Other Incident, I ed., CreateSpace, febbraio 2013, ISBN 978-1-4825-4859-4.[45]
- Herbert George Wells, The Stolen Bacillus and Other Incident, I ed., Bottom of the Hill Publishing, agosto 2013, ISBN 978-1-4837-0297-1.[46]

The Flowering of the Strange Orchid è stato pubblicato anche in:
- Herbert George Wells, Amazing Stories, I ed., : Experimenter Publishing Co., marzo 1928.
- Herbert George Wells, The Valley of Spiders, I ed., Fontana, 1964.
- Herbert George Wells, The Inexperienced Ghost and Nine Other Stories, I ed., Bantam Pathfinder, 1965.
- Herbert George Wells, The Second Armada Ghost Book, I ed., Armada, 1966.
- Herbert George Wells, Shapes of the Supernatural, I ed., : Doubleday, 1969.
- Herbert George Wells, Roots of Evil: Beyond the Secret Life of Plants, I ed., Corgi, 1976.

In the Avu Observatory è stato pubblicato anche in:
- Herbert George Wells, War of the Worlds, the Time Machine and Selected Short Stories, I ed., Platt and Munk, 1963.
- Herbert George Wells, Beware the Beasts, I ed., Macfadden-Bartell, 1970, #343.
- Herbert George Wells, Monsters Monsters Monsters, I ed., Franklin Watts, ottobre 1975, ISBN 978-0-531-02846-9.
- Herbert George Wells, Masterpieces of Terror and the Unknown, Marvin Kaye, I ed. Aegostod, GuildAmerica Books / SFBC, 1992, ISBN 978-1-56865-043-2.
- Chad Arment, Bestiarium Cryptozoologicum: Mystery Animals and Unknown Species in Classic Science Fiction and Fantasy, I ed., Coachwhip Publications, 25 gennaio 2010, ISBN 978-1-61646-009-9.[49]

A Deal in Ostriches è stato pubblicato anche in:
- Herbert George Wells, The Country of the Blind and Other Stories, I ed. Aegostod, Longmans, Green and Co., 1947.[51]

Through a Window è stato pubblicato anche in:
- Herbert George Wells, The Cone, I ed., Fontana Books, 1965.[53]

### Edizioni in italiano
A seguire tutte le edizioni in italiano.
- Herbert George Wells, Novelle Straordinarie, I ed., Fratelli Treves Editori, 1905.[54]

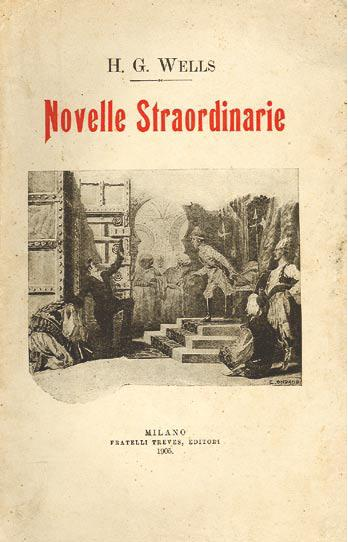
Copertina della prima pubblicazione in Italia de Il bacillo rubato e altri casi con il titolo Novelle straordinarie, Fratelli Treves Editori, 1906, Milano

- Herbert George Wells, Tutti i racconti e i romanzi brevi di H.G.Wells, traduzione di Renato Prinzhofer, I ed. collana: I grandi scrittori di ogni paese, Mursia, 1966.[55]
- Herbert George Wells, L'uomo invisibile e dieci racconti, traduzione di Renato Prinzhofer, I ed. collana: Il laccio nero 3, Club degli Editori, 3 luglio 1972.[56][57]
- Herbert George Wells, La macchina del tempo e altre avventure di fantascienza, traduzione di Renato Prinzhofer, I ed. collana I grandi scrittori di ogni paese, Mursia, 1980.[58]
- Herbert George Wells, Avventure di fantascienza, I ed., Mursia, 2011.

Fioritura di una strana orchidea è stato pubblicato anche in:
- Herbert George Wells, Le radici del male, traduzione di Alex Voglino, I ed. Robot 36, Armenia Editore, marzo 1979.[59]

Il trionfo di un tassidermista è stato pubblicato anche in:
- Herbert George Wells, I predoni del mare, traduzione di Gianni d'Arezzo, I ed. collana : Collezione di Romanzi Fantastici, Vallardi, 1905.[60]
- Herbert George Wells, I predoni del mare, traduzione di Gianni d'Arezzo, I ed. collana : Narratori moderni, La Nuova Italia Editrice, 1929.[61]
- Herbert George Wells, Il meglio di H. G. Wells, traduzione di Raffaella Lotteri e Orsola Nemi, I ed. collana : Il meglio, Longanesi & C., ottobre 1955.[62]

Una compravendita di struzzi è stato pubblicato anche in:
- Herbert George Wells, Inverno Giallo 1975-76, traduzione di Marcella della Torre, I ed. collana : Ellery Queen presenta supplemento al giallo n. 1392, Arnoldo Mondadori Editore, 1975.[63][64]
- Herbert George Wells, Il gatto di miss Pasley. [Dodici racconti gialli con animali], traduzione di Marcella della Torre, I ed. collana : La memoria, Sellerio Editore, giugno 2001, ISBN 88-389-1689-6.[65]

### Edizioni in francese
L'Étrange orchidée è stata pubblicata su:
- Herbert George Wells, Une orchidée extraordinaire, traduzione di Achille Laurent, I ed. n° 112, Le Mercure de France, aprile 1899.[25]
- Herbert George Wells, L'Île de l'Aepyornis, traduzione di Achille Laurent, P. Ollendorff, 1909.[25]
- Herbert George Wells, La Poudre rose, traduzione di René Lécuyer, I°edizione, La Renaissance du Livre - “Le Disque rouge”, settembre 1932.[25][66]
- Herbert George Wells, Histoires anglo-saxonnes de vampire, traduzione di Jean Marigny, I ed., Librairie des Champs-élysées, 2º trimestre 1978, ISBN 2-7024-0743-9.[67]

Le Triomphe d'un taxidermiste è stato pubblicato anche su:
- Herbert George Wells, Les Pirates de la Mer: et autres nouvelles, traduzione di Henry D. Davray, I ed., Société dv Mercvre de France, 1896.[68][69]

### Edizioni in spagnolo
- Herbert George Wells, El bacilo robado y otros incidentes - Cuentos del espacio y del tiempo, traduzione di Rafael Santevás, I ed. Volume 38 di Avatares (Valdemar), Valdemar, marzo 2000, ISBN 978-84-7702-306-7.[70][71]

### Edizioni in tedesco
A seguire tutte le edizioni in tedesco.
- Herbert George Wells, Der gestohlene Bazillus und andere Geschichten, traduzione di Gertrud J. Klett, I ed., Hoffmann, 1910.[73][74]
- Herbert George Wells, Der gestohlene Bazillus und acht andere Erzählungen, traduzione di Ursula Spinner, I ed., Diogenes, 1969.[75]

### Esplicative
1. ↑  Pubblicazioni de Il bacillo rubato e altri casi sui quotidiani dell'epoca[2][3][4][5][6][7][8][9]

### Bibliografiche
1. ↑  (EN) C.D. Merriman for Jalic Inc., Biography of H.G.Wells, su online-literature.com, 2007. URL consultato il 12 febbraio 2012.
2. 1 2 3   Ernesto Vegetti, Pino Cottogni; Ermes Bertoni, Catalogo Sf, Fantasy e Horror, su catalogovegetti.com. URL consultato il 12 febbraio 2012.
3. 1 2  (EN) The Locus Index to Science Fiction: 1984-1998, su locusmag.com. URL consultato il 12 febbraio 2012.
4. ↑  (EN) The FictionMags Index, su philsp.com. URL consultato il 12 febbraio 2012 (archiviato dall'url originale il 14 novembre 2012).
5. ↑  (EN) The Stolen Bacillus and Other Incidents, su archive.org,  p. IV. URL consultato il 13 febbraio 2012.
6. ↑  (EN) George Connes, A dictionary of the characters and scenes in the novels, romances, and short stories of H. G. Wells, su books.google.ie, M. Darantiere, 1926,  pp. 27-30. URL consultato l'11 marzo 2017.
7. ↑  (EN) Burt Franklin, A Bibliography of the works of H.G.Wells 1887-1925 part one: Books and Pamhplets, New York N.Y., Franklin Burt, 1922,  p. 6, ISBN 978-0-8337-5190-4. URL consultato il 17 febbraio 2012.
8. ↑  (EN) Dave's Reviews - The Stolen Bacillus and Other Incidents (1904), su goodreads.com. URL consultato l'11 marzo 2015.
9. ↑  (EN) Index to Science Fiction Anthologies and Collections, su philsp.com. URL consultato l'11 marzo 2017 (archiviato dall'url originale il 30 maggio 2016).
10. ↑  (EN) Frederick Wilse Bateson, The new Cambridge bibliography of English literature, vol. 5, Londra, Cambridge University Press, 1972, ISBN 0-521-08535-7. URL consultato il 12 febbraio 2012.
11. 1 2  (FR) Sur L'autre Face Du Monde, su merveilleuxscientifiqueunblogfr.unblog.fr. URL consultato il 6 febbraio 2013.
12. ↑  (EN) Nils Clausson, - H. G. Wells's Critique of Aestheticism in "Through a Window": The Picture and the Splintering Frame (PDF), su English Literature in Transition, 1880-1920, vol. 49, 2006,  pp. 371-387. URL consultato il 7 gennaio 2015 (archiviato dall'url originale l'8 gennaio 2015).
«H. G. Wells, The Stolen Bacillus and Other Incidents (London: Methuen, 1895), 73-92. "Through a Window" first appeared, under the title "At a Window," in Black and White on 25 August 1894. When it was reprinted the following year in The Stolen Bacillus and Other Incidents, Wells changed the title to "Through a Window."»
13. ↑  (FR) Le Visage Vert - Littérature fantastique, su levisagevert.com, 12 maggio 2012. URL consultato il 28 febbraio 2015.
14. 1 2  (FR) Bibliographies le beau livre -  Herbert George Wells, su bibliographies.lebeaulivre.com. URL consultato il 1º marzo 2015.
15. ↑  (FR) Edition Originale.comEdition-Originale.com > Toutes les Catégories > Revues littéraires et artistiques > Symbolistes & Décadents Edition Originale Collectif - Mercure de France, n°112 à n°114, tome XXX, année 1899, su edition-originale.com. URL consultato il 2 marzo 2015.
16. ↑   Universitá degli studi di Trieste - Nero, fantastico e bizzarrie varie n'è "La Domenica del Corriere" 1899 - 1909 (PDF), su openstarts.units.it, 2006 - 2007,  p. 27. URL consultato l'11 gennaio 2015.
«Nel 1906, sulla Domenica del Corriere, di Herbert George Wells veniva pubblicata L’orchidea del sig. Wedderburn (1894, The Flowering of the Strange Orchid)29, novella incentrata su una strana pianta vampirica delle isole Andaman, munita di «radici aeree» e «mostruosi tentacoli»»
17. ↑   Fabrizio Foni, Alla fiera dei mostri: racconti pulp, orrori e arcane fantasticherie nelle riviste italiane, 1899-1932, Tunué, 2007, ISBN 978-88-89613-20-7. URL consultato il 15 febbraio 2013.
18. ↑  (EN) H.G. Wells, The Orchid house - The Flowering of the Strange Orchid by H.G.Wells, su retirees.uwaterloo.ca. URL consultato il 21 febbraio 2012 (archiviato dall'url originale il 13 settembre 2013).
19. ↑  (EN) Joe E. Meisel & Ronald F. Kaufmann & Franco Pupulin, Bibliografia, in Orchids of Tropical America: An Introduction and Guide, New York, Comstock Pub Assoc, 11 novembre 2014,  p. 244, ISBN 978-0-8014-7768-3. URL consultato il 26 febbraio 2015.
20. ↑  (EN) The flowering of a strange orchid (PDF), su sffaudio.com, Pearson's Magazine, aprile 1905,  pp. "1 - 5 ". URL consultato il 28 febbraio 2015.
21. ↑  (EN) Pearson's Magazine (PDF), in New York Times, 23 novembre 1901,  p. BR8. URL consultato il 26 febbraio 2015.
22. 1 2  (EN) Georges Auguste Albert Connes, separate short stories, in A Dictionary of the Characters and Scenes in the Novels, Romances and Short Stories of H. G. Wells, California, Impr. M. Darantiere, 1926, 1926,  p. 28, ISBN 978-0-8383-1353-4. URL consultato il 27 febbraio 2015.
23. ↑  (EN) H.B.Marriott Watson, The Stolen Bacillus and other incidents, by H. G. Wells - Note, su ebooks.adelaide.edu.au. URL consultato il 4 febbraio 2013 (archiviato dall'url originale il 12 marzo 2014).
24. ↑  (EN) Bibliography: The Stolen Bacillus and Other Incidents, su isfdb.org. URL consultato l'11 febbraio 2012.
25. 1 2 3 4 5  (FR) Le Visage Vert - Littérature fantastique, su levisagevert.com. URL consultato il 22 febbraio 2012.
26. ↑  (EN) H.G. Wells, The Stolen Bacillus and Other Incidents, su isfdb.org, Methuen & Co., 1895. URL consultato l'11 febbraio 2012.
27. ↑  (EN) H.G. Wells, Thirty Strange Stories, su isfdb.org, Edward Arnold, 1897. URL consultato l'11 febbraio 2012.
28. ↑  (EN) H.G. Wells, Thirty Strange Stories, su openlibrary.org, Edward Arnold, 1897. URL consultato l'11 febbraio 2012.
29. ↑  (EN) H.G. Wells, Thirty strange stories by H.G.Wells, author of "The invisible man" "The war of the worlds" (PDF), su scans.library.utoronto.ca, Edward Arnold, 1897,  p. 520. URL consultato il 29 dicembre 2014 (archiviato dall'url originale il 29 dicembre 2014).
30. ↑  (EN) H.G. Wells, The Stolen Bacillus and Other Incidents, su archive.org, Macmillan and Co., 1904. URL consultato il 13 febbraio 2012.
31. ↑  (EN) H.G. Wells, The Stolen Bacillus and Other Incidents, su openlibrary.org, Macmillan and Co., 1904. URL consultato il 13 febbraio 2012.
32. ↑  (EN) H.G. Wells, The Country of the Blind and Other Stories, su isfdb.org, Thomas Nelson and Sons, 1911. URL consultato il 13 febbraio 2012.
33. ↑  (EN) H.G. Wells, The Country of the Blind and Other Stories, su openlibrary.org, Thomas Nelson and Sons, 1911. URL consultato il 15 febbraio 2012.
34. ↑  (EN) H.G. Wells, Tales of Life and Adventure, su isfdb.org, William Collins & sons, 1923. URL consultato il 15 febbraio 2012.
35. ↑  (EN) H.G. Wells, Tales of Life and Adventure, su openlibrary.org, William Collins & sons, 1923. URL consultato il 15 febbraio 2012.
36. ↑  (EN) H.G. Wells, The Stolen Bacillus and Other Stories-Little Blue Book n°927, su isfdb.org, Haldeman-Julius, 21 dicembre 1925. URL consultato il 15 febbraio 2012.
37. ↑  (EN) The Short Stories of H. G. Wells(1927)-Project Gutenberg Australia, su gutenberg.net.au, A Project Gutenberg of Australia eBook, agosto 2007. URL consultato il 16 febbraio 2012.
38. ↑  (EN) H.G. Wells, The Short Stories of H. G. Wells, su isfdb.org, Ernest Benn, 1927. URL consultato il 15 febbraio 2012.
39. ↑  (EN) H.G. Wells, The Complete Short Stories of H.G. Wells, su isfdb.org, St. Martin's Press, 1987, ISBN 978-0-460-87964-4. URL consultato il 15 febbraio 2012.
40. ↑  (EN) H.G. Wells, The Complete Short Stories of H.G. Wells, su books.google.it, St. Martin's Press, 1987, ISBN 978-0-460-87964-4. URL consultato il 15 febbraio 2012.
41. ↑  (EN) H.G. Wells, The Complete Short Stories of H.G. Wells, su John Hammond (a cura di), books.google.it, Joseph Malaby Dent & son, agosto 1998, ISBN 978-0-460-87964-4. URL consultato il 15 febbraio 2012.
42. ↑  (EN) H.G. Wells, The Complete Short Stories of H.G. Wells, su John Hammond (a cura di), isfdb.org, Joseph Malaby Dent & son, agosto 1998, ISBN 978-0-460-87964-4. URL consultato il 15 febbraio 2012.
43. ↑  (EN) H.G. Wells, The Stolen Bacillus and Other Incidents, su John Hammond (a cura di), isfdb.org, The Echo Library, gennaio 2006, ISBN 1-84637-515-0. URL consultato il 1º gennaio 2015.
44. ↑  (EN) H.G. Wells, Complete Short Story Omnibus, su isfdb.org, Gollancz, aprile 2011, ISBN 978-0-575-09524-3. URL consultato il 1º gennaio 2015.
45. ↑  (EN) H.G. Wells, The Stolen Bacillus and Other Incidents, su isfdb.org, CreateSpace, febbraio 2013, ISBN 978-1-4825-4859-4. URL consultato il 1º gennaio 2015.
46. ↑  (EN) H.G. Wells, The Stolen Bacillus and Other Incidents, su isfdb.org, Bottom of the Hill Publishing, agosto 2013, ISBN 978-1-4837-0297-1. URL consultato il 1º gennaio 2015.
47. ↑  (EN) Bibliography: The Flowering of the Strange Orchid, su isfdb.org. URL consultato l'11 febbraio 2012.
48. ↑  (EN) Bibliography: In the Avu Observatory, su isfdb.org. URL consultato l'11 febbraio 2012.
49. ↑  (EN) Chad Arment, Bestiarium Cryptozoologicum: Mystery Animals and Unknown Species in Classic Science Fiction and Fantasy, su books.google.it, Coachwhip Publications, 25 gennaio 2010,  pp. 17-24. URL consultato il 7 gennaio 2015.
50. ↑  (EN) Bibliography: A Deal in Ostriches, su isfdb.org. URL consultato il 22 febbraio 2013.
51. ↑  (EN) The Country of the Blind and Other Stories, su isfdb.org, Longmans, Green and Co., 1947. URL consultato il 22 febbraio 2012.
52. ↑  (EN) Bibliography: Through a Window, su isfdb.org. URL consultato il 22 febbraio 2013.
53. ↑  (EN) The Cone, su isfdb.org, Fontana Books, 1965. URL consultato il 22 febbraio 2012.
54. ↑   H.G. Wells, Novelle Straordinarie (PDF), Fratelli Treves Editori, 1905. URL consultato il 23 febbraio 2012 (archiviato dall'url originale il 2 febbraio 2010).
55. ↑   H.G. Wells, Tutti i racconti e i romanzi brevi di H.G.Wells, su fantascienza.com, Mursia, 1966. URL consultato il 10 febbraio 2012.
56. ↑   H.G. Wells, L'uomo invisibile e dieci racconti, su fantascienza.com, Club degli Editori, 1972.
57. ↑   "I GIALLI CELEBRI" & "IL LACCIO NERO"- Club degli Editori 1972/76, su genovalibri.it. URL consultato il 26 febbraio 2015.
58. ↑   H.G. Wells, La macchina del tempo e altre avventure fantastiche, su fantascienza.com, Mursia, 1980.
59. ↑   H.G. Wells, Le radici del male. 11 racconti, su fantascienza.com, Armenia Editore, marzo 1979.
60. ↑   H.G. Wells, I predoni del mare, su fantascienza.com, Vallardi, 1905.
61. ↑   H.G. Wells, I predoni del mare, su fantascienza.com, La Nuova Italia Editrice, 1929.
62. ↑   H.G. Wells, Il meglio di H. G. Wells, su fantascienza.com, Longanesi & C., ottobre 1955. URL consultato il 12 febbraio 2012.
63. ↑   H.G. Wells, Ellery Queen presenta:Inverno in giallo 1975-76, su catalogovegetti.com, Arnoldo Mondadori Editore, 1975.
64. ↑   H.G. Wells, Ellery Queen presenta:Inverno in giallo 1975-76, su fantascienza.com, Arnoldo Mondadori Editore, 1975.
65. ↑   H.G. Wells, Il gatto di miss Pasley - Dodici racconti gialli con animali, su fantascienza.com, Sellerio Editore, 2001.
66. ↑  (FR) H.G. Wells, La Poudre rose, su noosfere.org, La Renaissance du Livre - “Le Disque rouge”, settembre 1932. URL consultato il 26 aprile 2012.
67. ↑  (FR) H.G. Wells, Histoires anglo-saxonnes de vampire, su noosfere.org, Librairie des Champs-élysées, 2º trimestre 1978, ISBN 2-7024-0743-9. URL consultato il 22 febbraio 2012.
68. ↑  (EN) H.G. Wells, Worldcat:Les pirates de la mer : et autres nouvelles, su worldcat.org. URL consultato il 6 febbraio 2013.
69. ↑  (EN) H.G Wells, Wikidot-Les pirates de la mer, su tedehur.wikidot.com. URL consultato il 6 febbraio 2013.
70. ↑  (ES) H.G. Wells, El bacilo robado y otros incidentes - Cuentos del espacio y del tiempo, su amazon.co.uk, Valdemar, 2000, ISBN 978-84-7702-306-7. URL consultato il 17 febbraio 2012.
71. ↑  (ES) H.G. Wells, El bacilo robado y otros incidentes - Cuentos del espacio y del tiempo, su tercerafundacion.net, Valdemar, 2000, ISBN 978-84-7702-306-7. URL consultato il 17 febbraio 2012.
72. ↑  (DE) Utopica-Antiquariat-Verkaufsliste Utopie – Phantastik – ältere Science Fiction und Verwandtes, su utopica.de. URL consultato il 20 febbraio 2012.
73. ↑  (DE) H.G. Wells, Der gestohlene Bazillus und andere Geschichten, su books.google.it, Hoffmann, 1910. URL consultato il 17 febbraio 2012.
74. ↑   Partick Parrinder-John S. Partington, The Reception of H.G. Wells in Europe [collegamento interrotto], su books.google.it. URL consultato il 1º febbraio 2013.
75. ↑  (DE) H.G. Wells, Der gestohlene Bazillus und acht andere Erzählungen, su isfdb.org, Diogenes, 1969. URL consultato il 22 febbraio 2013.